# التصبغ الفموي
التصبغ الفموي حالة لا تسبب أعراضًا أو أي تغيرات في نسيج المنطقة المصابة أو سماكتها. يمكن أن يكون اللون واحدًا أو تكون الآفات مرقطة. ويمكن أن تظهر آفة منفردة أو آفات متعددة. يختلف مظهر الآفات تبعًا لموقع الآفة وعمقها وكمية الصباغ.
يظهر التصبغ الفموي في الأماكن التالية:
- الجزء الوردي أو المحمر المكشوف من الشفة[3]
- اللسان
- الغشاء المخاطي للفم
- اللثة
- الحنك[2]

يؤثر التصبغ الفموي على نحو 3% من السكان ويظهر لدى ذوي البشرة الداكنة بنسبة أكبر، ولكن التصبغات تحدث أيضًا لدى الأشخاص ذوي البشرة الفاتحة، إذ توجد لديهم نحو 30 منطقة مصطبغة موضعية عادةً بعضها يكون داخل الفم. تنتشر الحالة عند الإناث أكثر من الذكور والعمر النموذجي عند ظهور الآفة هو 40 عامًا. يمكن أن تحدث الحالة في أي عمر.

## الأسباب

### التصبغ العرقي
يؤثر التصبغ الفموي على نحو 3% من السكان ويظهر لدى ذوي البشرة الداكنة بنسبة أكبر، ولكن التصبغات تحدث أيضًا لدى الأشخاص ذوي البشرة الفاتحة، إذ توجد لديهم نحو 30 منطقة مصطبغة موضعية عادةً بعضها يكون داخل الفم. تنتشر الحالة عند الإناث أكثر من الذكور والعمر النموذجي عند ظهور الآفة هو 40 عامًا. يمكن أن تحدث الحالة في أي عمر.

### اللسان الأسود المشعر
اللسان الأسود المشعر حالة غير مؤذية تسبب تصبغ ظهر اللسان باللون الأسود. وهي حالة فموية شائعة جدًا، تؤثر على قرابة 13% من الناس في العالم. غالبًا ما يكون السبب سوء العناية بنظافة الفم ما يؤدي إلى تراكم الجراثيم الفموية والكيراتين على سطح اللسان. يمكن أن يرتبط اللسان الأسود المشعر باستخدام بعض الأدوية مثل المضادات الحيوية أو شرب القهوة/الشاي لفترات طويلة أو التدخين.

### الوشم الملغمي
يوجد الوشم الملغمي في معظم الحالات على الغشاء المخاطي السنخي أو على اللثة (ويظهر أحيانًا على الغشاء المخاطي الشدقي) وهو أكثر انتشارًا بين الإناث والمرضى الأكبر سنًا. يبدو على هيئة بقعة غير مؤلمة، زرقاء/رمادية /سوداء، غير متقرحة، ناعمة دون وجود رد فعل حمامي محيط بها. يكون قطر الوشم الملغمي أقل من 0.5 سم عادةً وتظهر الآفات التي تحتوي على جزيئات كبيرة في الصور الشعاعية أحيانًا.
تحدث استجابة التهابية مزمنة لدى بعض المرضى، وفي هذه الحالة تظهر حطاطات صغيرة متغيرة اللون. يمكن أن تتضخم البقع متغيرة اللون بمرور الوقت إذا كانت استجابة البلاعم قوية.
يمكن أن تظهر الترسبات الملغمية في العظام أحيانًا. ويحدث ذلك خلال إجراء عمل جراحي مثل قلع سن أو جراحة لبية، إذ تنتقل المادة من سن قريب. تصبح هذه الترسبات سوداء لاحقًا وتجعل العظم المحيط بها أسود اللون أيضًا.

### متلازمة بوتز جيغرز
يتسم الاضطراب الوراثي السائد المسمى متلازمة بوتز جيغرز بوجود بوليبات عابية في الأمعاء مترافقة مع بقع غنية بالخلايا الميلانينية على المخاطية. تتدرج ألوان هذه البقع بين درجات البني وتختلف مساحاتها وتكون متداخلة، ويمكن أن تصيب أي موقع في الفم، لكنها تظهر في كل الحالات تقريبًا على المخاطية الشدقية والشفتين وحول الفم. البقع المصطبغة على الوجه أقل ظهورًا. تختلف درجة الاصطباغ الفموي بين الحالات.
لدى المصاب بالحالة، يكون خطر الإصابة بالسرطان أعلى بنحو 15 مرة مقارنةً بالسكان عامةً.
عند المرضى الأكبر سنًا، يكون السرطان أهم التأثيرات الناتجة عن المتلازمة. الأعضاء الأكثر إصابة بالسرطان هي البنكرياس، المعدة، الرئتان، الكولون، الأمعاء الدقيقة، الرحم، الثدي، المبيض. تترافق متلازمة بوتز جيغرز أيضًا بسرطانات تناسلية أخرى مثل سرطان خلية سرتولي والورم الغدي الخبيث في عنق الرحم.
لدى المرضى الشباب، يعد انغلاف الأمعاء أو انسدادها الاختلاطان الأهم. سبب هذين الاختلاطين مواقع نشوء البوليبات في الأمعاء.